# Shizuka Arakawa
Shizuka Arakawa (jap. 荒川静香 Arakawa Shizuka; ur. 29 grudnia 1981 w Shinagawa, dzielnicy Tokio) – japońska łyżwiarka figurowa startująca w konkurencji solistek. Mistrzyni olimpijska z Turynu (2006) i uczestniczka igrzysk olimpijskich (1998), mistrzyni świata (2004), medalistka mistrzostw czterech kontynentów i finału Grand Prix, dwukrotna mistrzyni Japonii (1998, 1999). Zakończyła karierę amatorską 7 maja 2006 roku, a następnie rozpoczęła występy w rewiach łyżwiarskich, pracę jako komentatorka łyżwiarstwa figurowego w japońskiej telewizji i organizuje własną rewię Friends on Ice.
Arakawa jest pierwszą reprezentantką Japonii, która zdobyła tytuł mistrzyni olimpijskiej w konkurencji solistek.
Jej znakiem rozpoznawczym jest wykonywanie odchylanej Iny Bauer (ang. layback Ina Bauer).

## Życie prywatne
Arakawa urodziła się w Shinagawa w Tokio, a wychowywała się w Sendai, największym mieście regionu Tōhoku. Jest jedynym dzieckiem Koichi i Sachi Arakawa. Swoje imię otrzymała imię po Shizuka Gozen.
W marcu 2000 rozpoczęła naukę na Uniwersytecie Waseda. W 2004 otrzymała dyplom licencjata nauk społecznych. Tytuł mistrzyni świata zdobyła kilka dni po ukończeniu egzaminów na Waseda.
Po zamknięciu Konami Sports Ice Rink w Sendai, gdzie zaczynała swoją karierę, przez pewien czas mieszkała i trenowała w International Skating Center of Connecticut w Simsbury w Stanach Zjednoczonych.

## Kariera

### Wczesna kariera
Arakawa zainteresowała się łyżwiarstwem w wieku 5 lat i rozpoczęła naukę w Szkole Łyżwiarstwa Chibikko. Lekcje baletu rozpoczęła jako siedmiolatka. W tym samym roku rozpoczęła treningi z byłym olimpijczykiem Hiroshi Nagakubo, który startował w parze w czasie Igrzysk Olimpijskich w Sapporo. Mając osiem lat wykonywała potrójnego salchowa.
W 1994 rozpoczęła starty w japońskich zawodach łyżwiarskich. W latach 1994, 1995 i 1996 otrzymała tytuł Japońskiej Osobowości Juniorów. Arakawa była pierwszą łyżwiarką w Japonii, która zdobyła trzy tytuły mistrza kraju juniorów z kolei.

### Kariera wśród seniorów

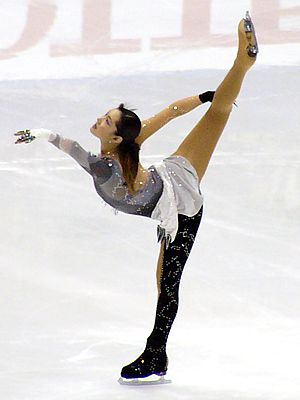
Arakawa wykonująca klasyczną spiralę arabeskę na NHK Trophy 2004

Arakawa była mistrzynią Japonii w 1998 i 1999.
Na igrzyskach olimpijskich debiutowała w wieku 16 lat, reprezentując Japonię podczas Zimowych Igrzysk Olimpijskich w Nagano w 1998. Zawody w jeździe indywidualnej kobiet obserwowała para cesarska Japonii. Arakawa, uznawana wówczas za nr 2 w Japonii, zajęła 13. miejsce.
W 2002 Arakawa zajęła drugie miejsce podczas mistrzostw Japonii i w efekcie nie znalazła się w reprezentacji olimpijskiej.
W sezonie 2002–2003 Arakawa wygrała Zimowe Igrzyska Azji i Zimową Uniwersjadę. Po raz drugi z rzędu wywalczyła srebro na Mistrzostwach Czterech Kontynentów. Zajęła czwarte miejsce podczas ISU Grand Prix Final, trzecie na NHK Trophy i piąte na Cup of Russia. Zdobyła też brąz na Japanese Nationals, co było jej piątym medalem na tej imprezie, po wcześniejszych dwóch złotych i dwóch srebrnych.
W 2004 zwyciężyła podczas mistrzostw świata w Dortmundzie, prezentując siedem czystych skoków potrójnych. Była trzecią Japonką, która zdobyła ten tytuł, po Midori Itō w 1989 i Yuka Satō w 1994.
Arakawa planowała zakończyć karierę po mistrzostwach w 2004, ale odniesione tam zwycięstwo skłoniło ją do zmiany planów. Zmagała się z kontuzją nogi i problemami z motywacją, podczas gdy prześcigały ją młodsze japońskie zawodniczki jak Miki Andō i Mao Asada.
Potrzebną jej motywację do powrotu do najwyższej formy zyskała po mistrzostwach świata w 2005, gdzie zajęła 9. miejsce. Uważała, że nie może wycofać się będąc na tak niskiej pozycji. W listopadzie 2005 zwróciła się do rosyjskiego łyżwiarza Nikołaja Morozowa, który został jej trenerem.

### Zimowe Igrzyska Olimpijskie 2006
Na Zimowych Igrzyskach Olimpijskich 2006 w Turynie, po programie krótkim Arakawa zajmowała trzecią pozycję, za Sashą Cohen i Iriną Słucką. Mimo że Cohen i Słucka były faworytkami, obie zaliczyły upadek podczas programu dowolnego. Arakawa wykonała czysty program dowolny. Jednym z jego głównych punktów było wykonanie przez nią Iny Bauer, a następnie kombinacji trzech skoków. W czasie wykonywania programu zmieniła planowaną kombinację potrójnych skoków na kombinację potrójny salchow-podwójny toeloop.
Łącznie otrzymała 191,34 punktów, prawie osiem więcej niż zajmująca drugie miejsce Cohen (183,36), co dało jej złoty medal. Słucka zajęła trzecie miejsce z notą 181,44.
Zwycięstwo Arakawy było pierwszym w historii olimpijskim złotem dla łyżwiarza z Japonii i jedynym medalem zdobytym dla Japonii w Turynie. Arakawa była drugą Japonką, która wywalczyła złoto na zimowych igrzyskach olimpijskich (po Tae Satoya) oraz drugą po Midori Itō łyżwiarką, która zajęła miejsce na olimpijskim podium. Mając 24 lata była najstarszą od ponad 80 lat mistrzynią olimpijską w łyżwiarstwie. Madge Syers-Cave z Wielkiej Brytanii miała 27 lat, gdy zwyciężyła na Letnich Igrzyskach Olimpijskich w Londynie w 1908 (były to pierwsze olimpijskie zawody w łyżwiarstwie figurowym).

### Kariera zawodowa
Arakawa nadal jeździ w programach pokazowych łyżwiarstwa figurowego i jest komentatorką łyżwiarstwa w japońskiej telewizji. W 2006 brała udział w zawodach Ice Wars.
W 2006 Arakawa pojawiła się w serialu japońskiej telewizji Shichinin no onna bengoshi (7 kobiet prawników), emitowanego w Asahi TV. Zagrała rolę prokuratorki Yayoi Shimasaki w 8. odcinku.

## Charakterystyka jazdy

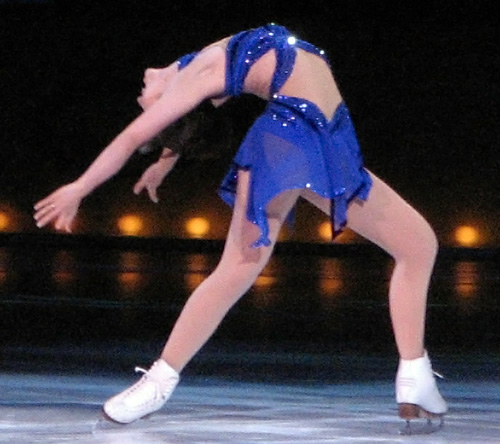
Odchylana Ina Bauer w wykonaniu Arakawy (2006)

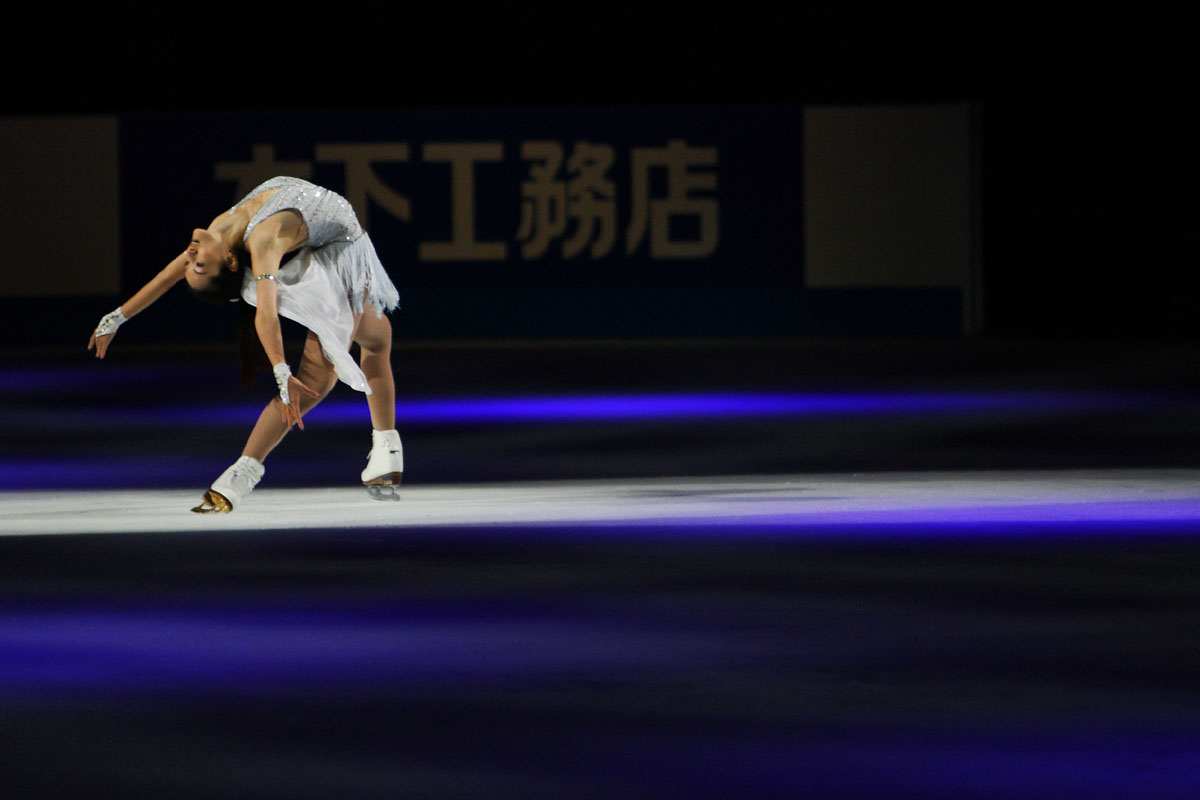
Odchylana Ina Bauer (2009)

Jest znana ze swoich piruetów i skoków, w szczególności z trudnych kombinacji potrójnych skoków (3/3). Arakawa potrafi również wykonywać kombinacje trzech potrójnych skoków - w czasie treningów przez igrzyskami w 2006 wykonała kombinację potrójny salchow-potrójny toe loop-potrójny toe loop. W 2004 włączyła do swojego repertuaru piruet Biellmann. Jest znana z wyjątkowej jakości łyżwiarstwa, pozornie lekkich przejść i łatwego nabierania prędkości.
Arakawa jest również znana ze spiral. Charakterystyczna dla niej jest "spirala Y", przy której puszcza wolną nogę i kończy ją z nogą wciąż w pobliżu głowy, bez pomagania sobie ręką.
Jej specjalnością jest Ina Bauer, którą wykonuje z pełnym odchyleniem się do tyłu. Dzięki wykonaniu tego elementu przez Arakawę podczas Igrzysk Olimpijskich 2006, termin "Ina Bauer" stał się bardzo popularny w Japonii, a jej wykonanie wzorcowe.

## Programy
| Sezon     | Program krótki                                                                                   | Program dowolny                                                         | Pokaz           |
| --------- | ------------------------------------------------------------------------------------------------ | ----------------------------------------------------------------------- | --------------- |
| 2005/2006 | Rapsodia na temat Paganiniego Fantasie Impromptu – F. Chopin                                     | Fantazja - F. Chopin Fantazja skrzypcowa z opery Turandot G. Pucciniego | You Raise Me Up |
| 2004/2005 | Madame Butterfly – Giacomo Puccini                                                               | Romeo i Julia (fantazja orkiestrowa) – Piotr Czajkowski                 |                 |
| 2003/2004 | Parasolki z Cherbourga – Michel Legrand Jezioro łabędzie – Piotr Czajkowski (wersja współczesna) | Fantazja skrzypcowa z opery Turandot G. Pucciniego                      |                 |
| 2002/2003 | Jezioro łabędzie - Piotr Czajkowski (wersja współczesna)                                         | Titanic - James Horner                                                  |                 |

## Osiągnięcia
| Zawody                                | 93–94          | 94–95          | 95–96          | 96–97          | 97–98          | 98–99          | 99–00          | 00–01          | 01–02          | 02–03          | 03–04          | 04–05          | 05–06          |                |                |                |                |
| Międzynarodowe                        | Międzynarodowe | Międzynarodowe | Międzynarodowe | Międzynarodowe | Międzynarodowe | Międzynarodowe | Międzynarodowe | Międzynarodowe | Międzynarodowe | Międzynarodowe | Międzynarodowe | Międzynarodowe | Międzynarodowe | Międzynarodowe | Międzynarodowe | Międzynarodowe | Międzynarodowe |
| ------------------------------------- | -------------- | -------------- | -------------- | -------------- | -------------- | -------------- | -------------- | -------------- | -------------- | -------------- | -------------- | -------------- | -------------- | -------------- | -------------- | -------------- | -------------- |
| Igrzyska olimpijskie                  |                |                |                |                | 13             |                |                |                |                |                |                |                | 1              |                |                |                |                |
| Mistrzostwa świata                    |                |                |                |                | 22             |                |                |                |                | 8              | 1              | 9              |                |                |                |                |                |
| Mistrzostwa czterech kontynentów      |                |                |                |                |                | 6              |                | 6              | 2              | 2              |                |                |                |                |                |                |                |
| GP Finał Grand Prix                   |                |                |                |                |                |                |                |                |                | 4              | 3              | 2              |                |                |                |                |                |
| GP Nations Cup                        |                |                |                |                | 7              |                | 5              |                |                |                |                |                |                |                |                |                |                |
| GP Cup of China                       |                |                |                |                |                |                |                |                |                |                |                |                | 3              |                |                |                |                |
| GP NHK Trophy                         |                |                |                | 7              | 6              | 8              | 5              |                |                | 3              |                | 1              |                |                |                |                |                |
| GP Cup of Russia                      |                |                |                |                |                |                |                | 7              |                | 5              |                | 2              |                |                |                |                |                |
| GP Skate America                      |                |                |                |                |                | 9              |                |                | 4              |                | 3              |                |                |                |                |                |                |
| GP Skate Canada International         |                |                |                |                |                |                |                |                |                |                | 2              |                |                |                |                |                |                |
| GP Trophée Eric Bompard               |                |                |                |                |                |                |                | 9              | 6              |                | 2              |                | 3              |                |                |                |                |
| Nebelhorn Trophy                      |                | 2              | 1              |                |                |                |                |                |                |                |                |                |                |                |                |                |                |
| Zimowe igrzyska azjatyckie            |                |                |                |                |                | 2              |                |                |                | 1              |                |                |                |                |                |                |                |
| Zimowa Uniwersjada                    |                |                |                |                |                |                |                |                |                | 1              |                |                |                |                |                |                |                |
| Międzynarodowe: Kategorie młodzieżowe |                |                |                |                |                |                |                |                |                |                |                |                |                |                |                |                |                |
| Mistrzostwa świata juniorów           |                | 8              | 7              | 8              |                |                |                |                |                |                |                |                |                |                |                |                |                |
| Triglav Trophy                        | 1 N            |                |                |                |                |                |                |                |                |                |                |                |                |                |                |                |                |
| Krajowe                               |                |                |                |                |                |                |                |                |                |                |                |                |                |                |                |                |                |
| Mistrzostwa Japonii                   |                |                |                | 2              | 1              | 1              | 5              | 2              | 2              | 3              | 3              | WD             | 3              |                |                |                |                |
| Mistrzostwa Japonii juniorów          |                | 1 J            | 1 J            | 1 J            |                |                |                |                |                |                |                |                |                |                |                |                |                |

## Nagrody i odznaczenia
- Światowa Galeria Sławy Łyżwiarstwa Figurowego – 2018[6]